# Batuang Taba Nan Xx
Batuang Taba Nan Xx is een bestuurslaag in het regentschap Padang van de provincie West-Sumatra, Indonesië. Batuang Taba Nan Xx telt 7762 inwoners (volkstelling 2010).